# Estadio Alejandro Villanueva
El Estadio Alejandro Villanueva, originalmente llamado Estadio Alianza Lima y conocido popularmente como Matute, es un estadio de fútbol de propiedad del Club Alianza Lima de la Primera División del Perú. Está situado en la avenida Isabel la Católica, en el distrito de La Victoria, en la ciudad de Lima, capital del Perú. Fue diseñado por Walter Lavalleja, ingeniero uruguayo que también participó en la construcción de otros siete estadios en América.
Tiene un aforo de 33 938 espectadores y ha sido utilizado como sede alterna de la Selección Peruana de Fútbol en la Copa América de 1975, como también, en las eliminatorias sudamericanas para el mundial de Sudáfrica 2010. También se consideró como posible sede de los Juegos Panamericanos de 2019, aunque finalmente no fue acreditado. Asimismo, fue sede de la Copa Libertadores Sub-20 de 2011 y 2012, incluida la final de la segunda edición entre River Plate y Defensor Sporting.
Próximamente, se llevará a cabo una remodelación y ampliación del estadio, un proyecto que comprenderá la renovación de las cuatro tribunas, la mejora del campo de juego, la actualización de las edificaciones subyacentes, la optimización de la cancha alterna, la modernización de la villa íntima y la mejora de los alrededores del recinto. Esta expansión permitirá que el estadio alcance una capacidad máxima aproximada de 47 mil espectadores.

## Descripción
El aforo del estadio, según la documentación oficial, es de 33 938 espectadores. El área destinada al público está dividida en cuatro tribunas: sur, norte, oriente y occidente. La tribuna occidente se subdivide en tres sectores: occidente central, occidente lateral y palco rojo (por motivos de patrocinio, palco Apuesta Total). En la tribuna popular sur, se encuentran los principales murales realizados por la barra principal del club, el Comando Sur. Entre la tribuna oriente y la tribuna norte se encuentra un sector llamado oriente visita, conocido como «el corral» por los aficionados locales, debido a su reducido tamaño en comparación con el resto del estadio y su uso habitual por parte de la hinchada visitante.
El estadio cuenta con un sistema de videovigilancia y reconocimiento facial. Este cuenta con cámaras FullHD alrededor de todo el recinto y ocho cámaras que capturan imágenes en resolución UltraHD, ubicadas en las tribunas de oriente y occidente.
El estadio, junto con su explanada y campos auxiliares, ocupa la mayoría de la manzana donde se encuentra ubicado. Las avenidas y calles que rodean el recinto son la avenida Isabel la Católica al sur, el jirón Abtao en oriente, el jirón Mendoza Merino en occidente y el jirón Hipólito Unanue al norte.

## Historia

### Años 1940
Hacia 1948, la directiva de Alianza Lima empezaba a contemplar la posibilidad de erigir un estadio exclusivo para el equipo, capaz de albergar sus encuentros en la primera división y en competiciones internacionales, aunque esta idea recién se materializaría décadas más tarde.

### Años 1950

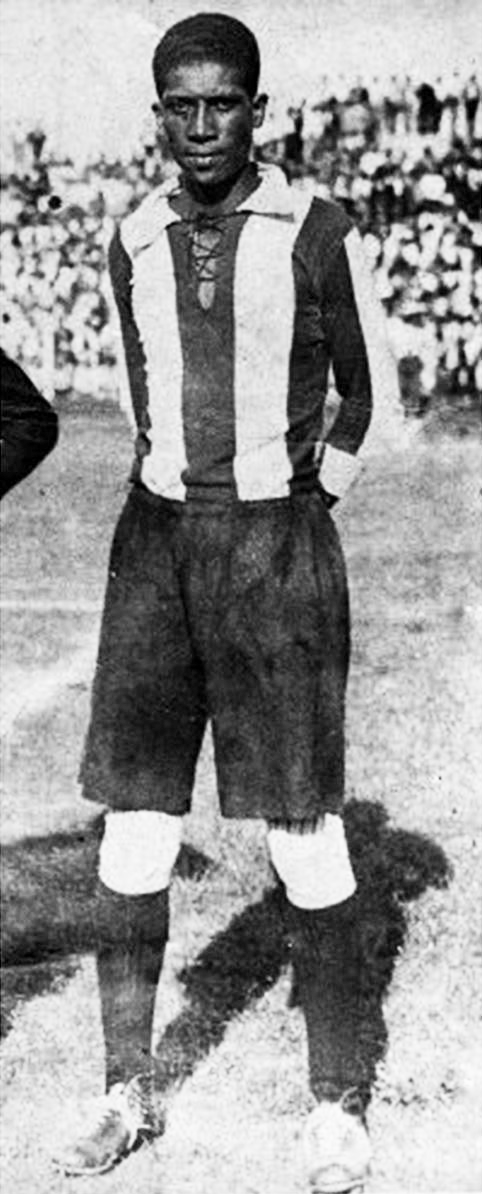
Alejandro "Manguera" Villanueva, máximo ídolo del club aliancista.

En 1951, la Presidencia de Perú donó el terreno donde se construiría el estadio Alianza Lima, que era propiedad del Estado Peruano. El 15 de febrero de 1951, en conmemoración del cincuentenario del club, el general Manuel Odría colocó la primera piedra del nuevo estadio. Sin embargo, debido a problemas económicos, el proyecto se pospuso indefinidamente. Inicialmente, se planeaba que el estadio tuviera una capacidad de 60 000 espectadores. Durante esta etapa surge la idea de nombrar al estadio como Alejandro Villanueva, hecho que ocurrió décadas después.

«Figura cimera e inolvidable la de Alejandro Villanueva, el genial delantero tan prematuramente desaparecido. La junta directiva del Alianza Lima ha acordado que la cancha de su Estadio lleve su nombre. Se rinde así justo homenaje al "Maestro", cuyos triunfos recordamos hoy con admiración».
El Comercio, 15 de febrero de 1951.

### Años 1960

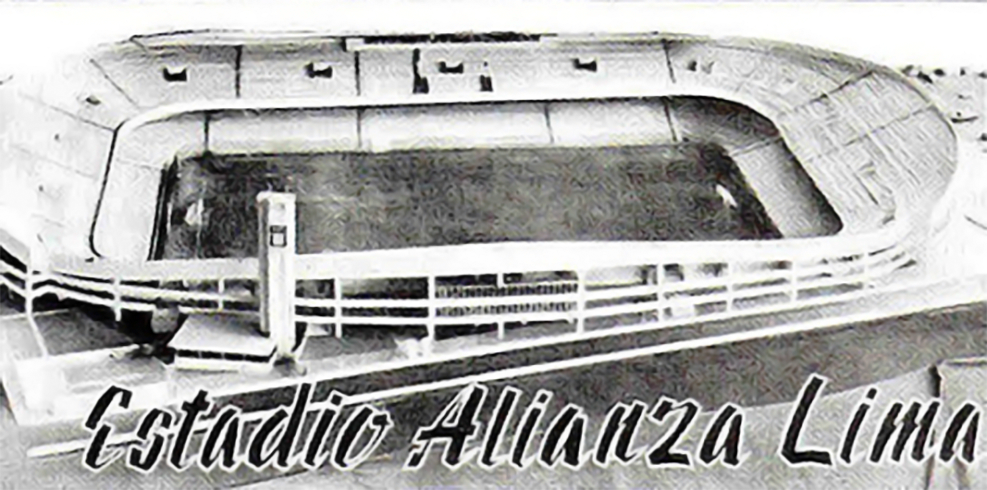
Maqueta del proyecto inicial del estadio en 1969.

El 11 de abril de 1966, se inició formalmente la construcción del estadio con una conferencia de prensa. El ingeniero uruguayo Walter Lavalleja fue el encargado de llevar a cabo el proyecto. Sin embargo, nuevamente surgieron problemas económicos y hubo retrasos en la construcción. Fue a fines de mayo de 1969 cuando finalmente comenzaron las obras.

### Años 1970
El 6 de junio de 1972, el Gobierno emitió un decreto ley que otorgaba al club la propiedad del terreno, que hasta entonces se encontraba en usufructo. Esto permitió que el club solicitara un préstamo para completar la construcción del estadio.

#### Inauguración
Se inauguró el 27 de diciembre de 1974. El partido inaugural fue entre Alianza Lima y Nacional, como parte de un cuadrangular internacional amistoso que también incluía a Universitario e Independiente. El encuentro terminó empatado 2-2, con una asistencia de 36 966 espectadores.

«Fue una gran alegría poder entregar el estadio en diciembre de 1974, con un partido en el que jugaban los dos equipos de los que soy hincha acérrimo: Alianza Lima y el Nacional de mi país, Uruguay».
Walter Lavalleja, 1976.

El árbitro del partido fue Carlos Rivero, mientras que Augusto Mulanovich, expresidente del club, fue el encargado de dar el saque inicial. El primer gol en el estadio Matute fue anotado por el uruguayo Hebert Revetria a los 18 minutos. Además, los primeros goles de Alianza Lima en este estadio fueron obra de Juan José Ávalos y Juan Rivero, a los 29 y 50 minutos respectivamente.
En el siguiente partido, Universitario venció a Independiente de Avellaneda por 3-0. Los otros partidos, jugados el 29 de diciembre del mismo año, terminaron de la siguiente manera: Independiente 2-1 Alianza Lima y Universitario 1-0 Nacional.
El sábado 11 de enero de 1975, se llevó a cabo el primer partido oficial en el estadio Alianza Lima, donde se enfrentaron Alianza Lima y Barrio Frigorífico por la fecha 40 del torneo descentralizado de 1974. El equipo de Alianza Lima se alzó con la victoria por 3 goles a 1, gracias a un hat-trick de Juan Rivero, quien anotó a los 3, 55 y 81 minutos. Por su parte, el gol de Barrio Frigorífico provino de un penal ejecutado por Roberto Zevallos al minuto 42.
El 2 de marzo de 1975, el estadio de Matute presenciaría su primer superclásico contra su máximo rival, Universitario. El partido concluyó con un triunfo para el equipo blanquiazul por 3-1. Los tantos del equipo íntimo fueron obra de Vicente Sánchez al minuto 17, Andrés Zegarra al minuto 68 y Carlos Gómez Laynes al minuto 90, mientras que el único gol del equipo crema fue anotado por Eleazar Soria, hijo de Alberto Soria, histórico jugador blanquiazul, a los 63 minutos.
El 1 de julio de 1975, el coloso victoriano acogería su primer partido de selecciones, un amistoso entre Perú y Ecuador que terminaría con una victoria para la selección blanquirroja por 2-0.
En la temporada de 1975, apenas un año después de su inauguración, el estadio Alianza Lima fue testigo de otro palmarés para el club. Con este título, el Alianza Lima sumaría 15 campeonatos nacionales de primera división.

### Años 1980
Seis años después de su inauguración, en 1980, el club instaló un moderno alumbrado artificial en el estadio. Alianza Lima, Universitario, Olimpia de Paraguay y el Strikers de Miami jugaron un cuadrangular para inaugurarlo. Los resultados fueron: Alianza Lima 1-1 Strikers en el primer partido y Universitario 2-2 Olimpia de Paraguay en el segundo. En la última fecha, Universitario empató 1-1 con Strikers, y Olimpia venció 3-1 a Alianza, coronándose campeón del Torneo Olimpia. Universitario quedó en segundo lugar, Strikers en tercero y Alianza Lima en último lugar.
En diciembre de 1987, luego del trágico accidente del Fokker F-27 de la Fuerza Aérea del Perú que trasladaba al plantel del Alianza Lima de Pucallpa a Lima, el estadio acogió el velatorio de los cuerpos rescatados de las aguas del mar de Ventanilla. El los siguientes días se realizó un doblete de amistosos internacionales (Universitario vs Universidad Católica y Alianza Lima vs Independiente) con el motivo de recaudación por los deudos de la delegación de Alianza Lima, barristas y terna de árbitros. Asistieron 40,019 espectadores siendo el récord de asistencia al estadio victoriano.

### Años 1990
Algunos años después, el 20 de mayo de 1995, el Alejandro Villanueva, abarrotado con más de 34 mil espectadores, sería testigo de la segunda mayor goleada del Alianza Lima contra su máximo rival, Universitario de Deportes. El equipo blanquiazul se recuperó después de un inicio complicado y consiguió marcar seis goles en la portería del equipo crema. El futbolista brasileño Marquinho abrió el marcador para Alianza Lima con un gol de tiro libre en el minuto 16. Posteriormente, Waldir Sáenz anotó dos goles de penal en los minutos 38 y 85, seguido por los goles de Juan Jayo al minuto 55, Paulo Hinostroza al minuto 70 y César Rosales en el minuto 81. En este partido que terminaría con un 6-3 como resultado, Waldir Sáenz logró sus dos primeros goles en el superclásico del fútbol peruano.

### Años 2000
En septiembre de 2000, los socios del club victoriano decidieron cambiar el nombre del «Estadio Alianza Lima» por «Estadio Alejandro Villanueva», en honor a uno de los jugadores más destacados en la historia del club, Carlos Alejandro Villanueva Martínez.
En junio de 2006 el parapentista José Araníbar colocó un anuncio proselitista en favor del político Ollanta Humala durante un clásico en el estadio. Luego del suceso, admitió ser simpatizante del partido político del candidato presidencial.

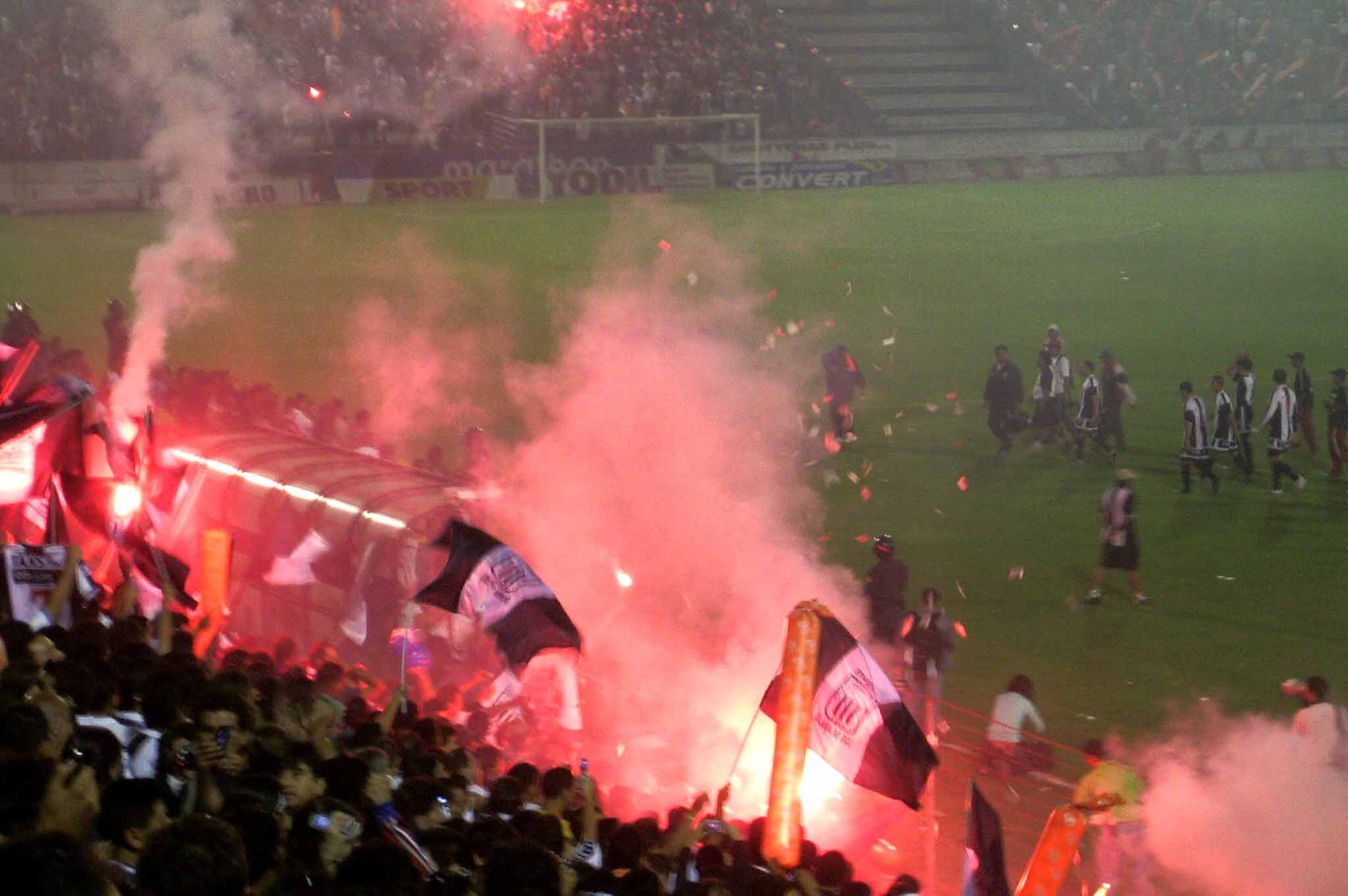
Estadio Alejandro Villanueva en la final del Campeonato Descentralizado 2006.

El 27 de diciembre de 2006, el Alejandro Villanueva sería testigo de un nuevo título nacional para el Club Alianza Lima. En una remontada histórica, el equipo blanquiazul le ganó por 3-1 a su par de Cienciano, luego de haber caído por 1-0 días antes en el Cusco.
El 31 de octubre de 2008, se inauguró la «Alameda del Deporte», que conecta dos de los estadios más emblemáticos de Lima: el estadio Alejandro Villanueva y el Estadio Nacional del Perú. La construcción comenzó el 13 de mayo, con una inversión aproximada de 1 500 000 soles, financiada por el Ministerio de Vivienda y la Municipalidad de La Victoria, que aportaron 750 000 y 300 000 soles respectivamente. La obra incluyó ocho cuadras, desde la Vía Expresa, donde se encuentra el Estadio Nacional, hasta el jirón Mendoza Merino, donde se encuentra el estadio de Matute.

### Años 2010

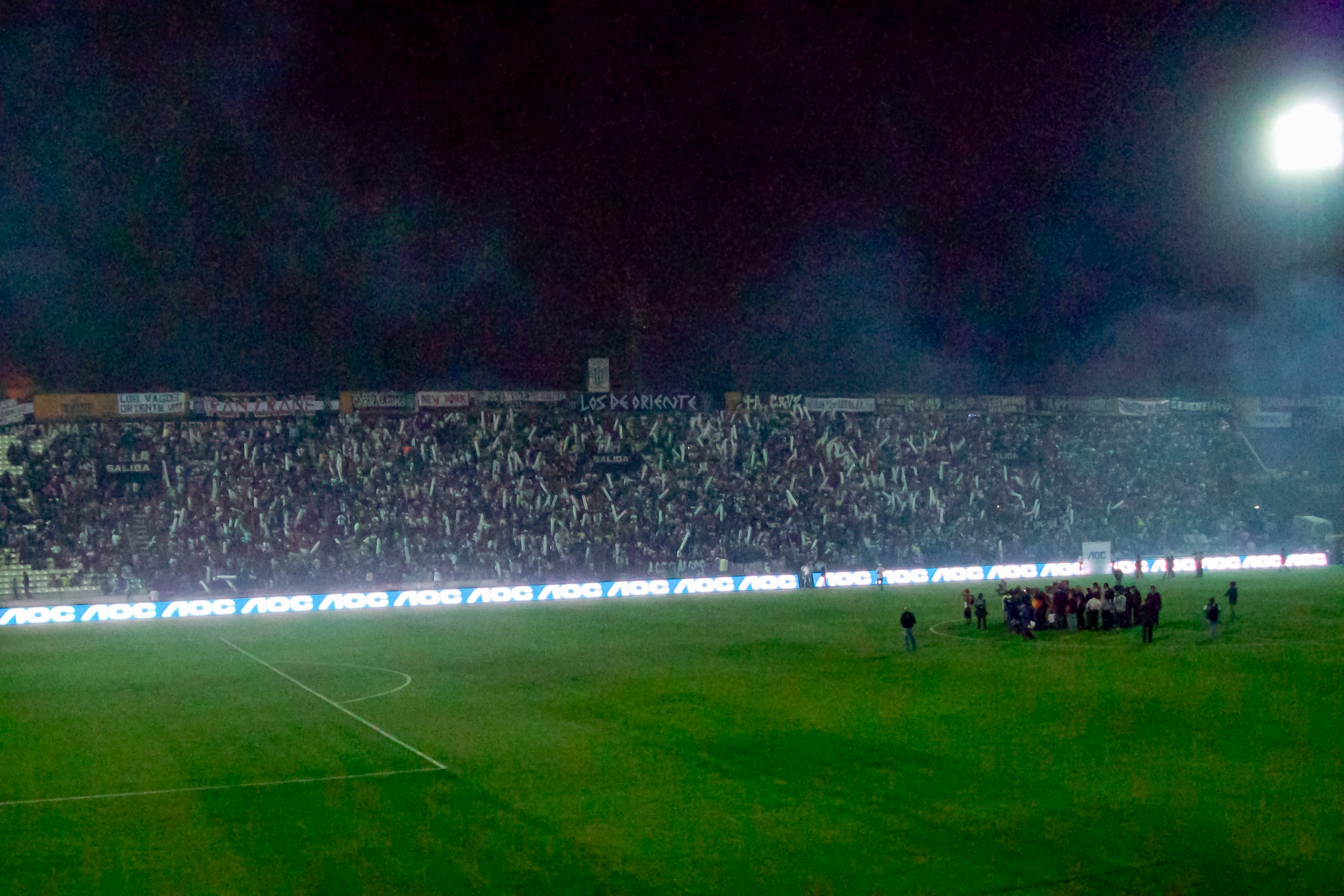
Inauguración de los paneles publicitarios digitales en la última fecha del Campeonato Descentralizado 2010.

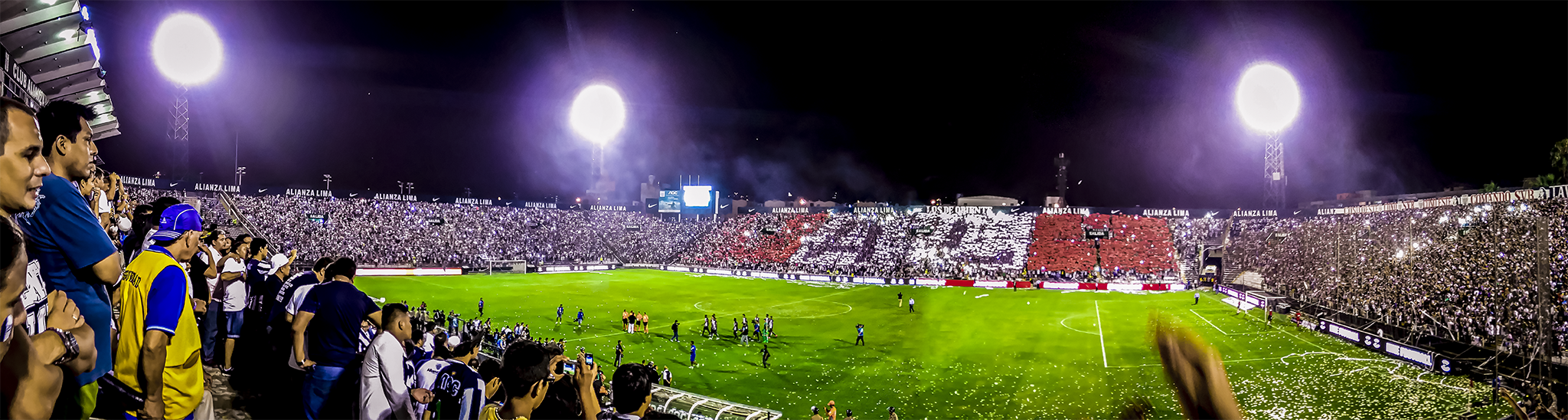
Panorámica de mosaico en la tribuna oriente del estadio Alejandro Villanueva en la Noche Blanquiazul 2016.

En 2010, el estadio se convirtió en el primer estadio peruano en contar con una pantalla led con resolución P16 de 25 m² y un sistema de banners digitales perimetrales destinado a la publicidad en todo el estadio, los cuales serían inaugurados el 4 de diciembre. En agosto de 2017, se reemplazó por una nueva pantalla con resolución P10 y se añadieron 2 pantallas más con la misma resolución, alcanzando un total de tres pantallas led de alta definición.
El 1 de julio del 2012 fue sede de la final a partido único de la Copa Libertadores Sub-20 de 2012 entre River Plate de Argentina y Defensor Sporting de Uruguay, partido que terminaría con victoria del equipo rioplatense por 1-0 con un gol anotado por Augusto Solari a los 47 minutos.
El 3 de diciembre de 2017, el estadio de Matute presenciaría un acontecimiento trascendental para Alianza Lima, ya que tras derrotar por 2-0 al equipo de Comerciantes Unidos, el conjunto blanquiazul se coronaría campeón nacional después de 11 años. Este palmarés lo conseguiría sin disputar la final nacional, ya que ganó los dos torneos cortos de la temporada.
En enero de 2018, se instaló un nuevo sistema de riego por aspersión debajo del césped del estadio Alejandro Villanueva, para la irrigación y el mantenimiento del campo de juego.

#### Ocupación de la explanada
El 10 de septiembre del 2018, alrededor de las 3:30 a. m., dos mil miembros de la Iglesia Protestante Mundial Aposento Alto ocuparon ilegalmente la explanada del estadio. La llegada de una gran cantidad de policías aseguró la seguridad de los espectadores. El líder de la iglesia, Alberto Santana, afirmó que habían comprado la explanada y querían adquirir el estadio por razones divinas. El representante de Alianza Lima, Benjamín Romero, calificó la ocupación como «toma arbitraria». Las escuelas y negocios cercanos suspendieron clases y cerraron ante la llegada de aficionados de Alianza Lima. Los aficionados lograron ingresar al estadio, provocando un enfrentamiento con los miembros de la iglesia, y finalmente fueron desalojados. El pleito entre el club y la iglesia continuó en el ámbito legal hasta 2024, cuando Corte Superior de Justicia dio la razón a los primeros propietarios del estadio cuando se anuló la presunta adquisición por parte de Aposento Alto.

#### Inauguración cancha auxiliar Teófilo Cubillas
El 24 de julio de 2019 el club inaugura la cancha auxiliar Teófilo Cubillas, que se encuentra atrás de la tribuna norte y es utilizada para los entrenamientos y algunos partidos de las divisiones menores y del equipo femenino. Este campo de juego presenta un césped sintético de primera calidad y aprobado por la FIFA.
El 30 de julio de 2019, el Estadio Alejandro Villanueva se convirtió en el primer estadio peruano en el que se utilizaría el VAR, en un partido entre Sporting Cristal y Zulia por la Conmebol Sudamericana.

### Años 2020

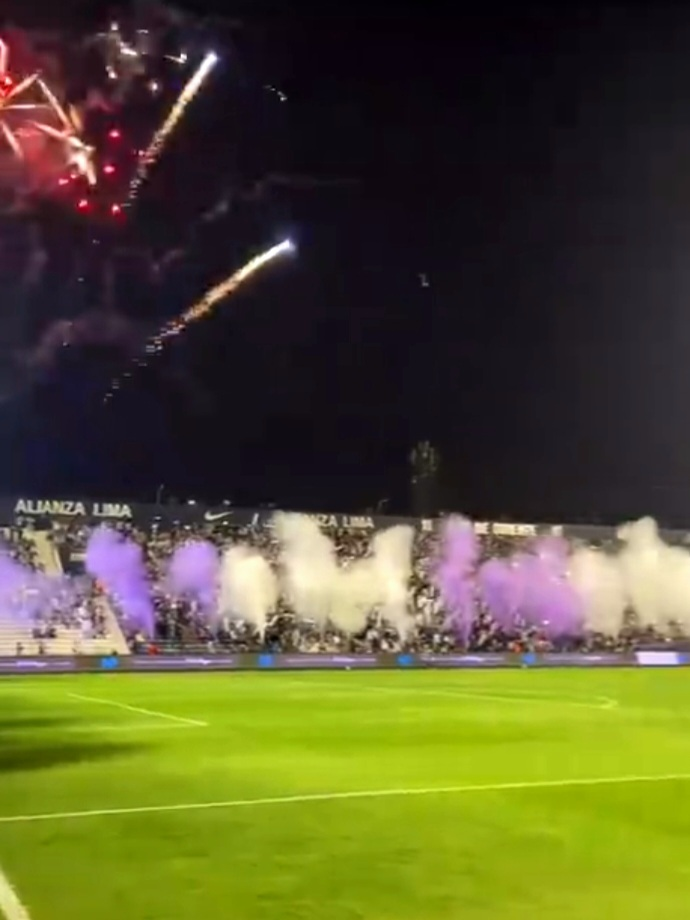
Estadio Alejandro Villanueva en la final de la Liga Femenina FPF de 2022.

A inicios de 2020, el banner led perimetral fue renovado, siendo el nuevo inaugurado en la Noche Blanquiazul de ese mismo año.
Al 6 de octubre de 2022, el equipo femenino del Club Alianza Lima se consagró bicampeón de la Liga Femenina FPF 2022 al vencer 3-0 al Carlos A. Manucci de Trujillo.
El 24 de octubre de 2022, el Alianza Lima inauguró nuevo gimnasio de entrenamiento funcional en Matute. Se encuentra ubicado en el campo auxiliar Teófilo Cubillas y se hizo gracias a la extensión de contrato que la institución victoriana realizó con Gatorade hasta fines del año 2023.

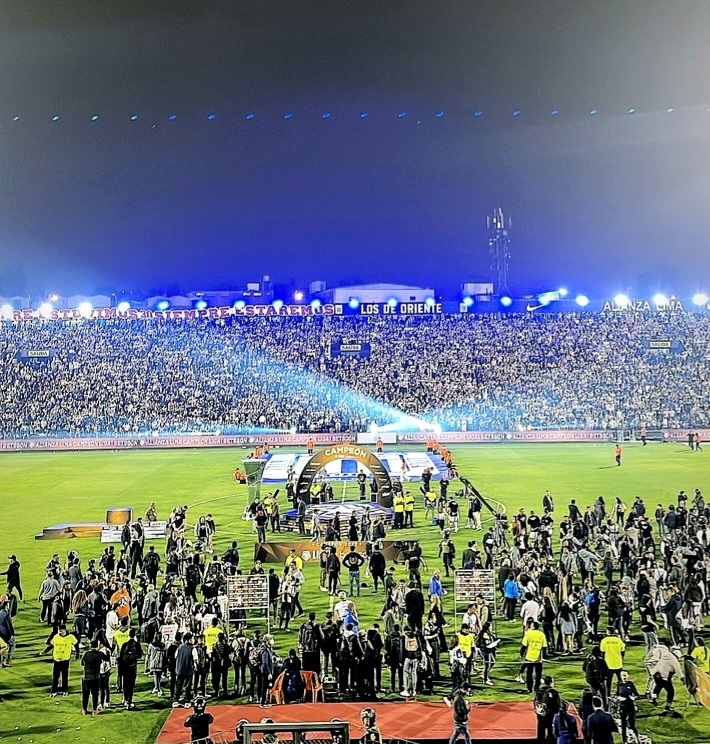
Alianza Lima celebrando el bicampeonato de 2022 en el estadio de Matute.

El 12 de noviembre de 2022, el estadio Alejandro Villanueva presenció una vez más el logro de un bicampeonato por parte de Alianza Lima. Después de sufrir una derrota por 1-0 en el partido de ida en Arequipa, el equipo pudo revertir ese marcador al vencer al Melgar por 2-0, lo que les aseguró el título de la temporada y su segundo campeonato consecutivo.
A finales de noviembre de 2022, luego de conseguido el bicampeonato, el club desmontó las torres de iluminación originales del Alejandro Villanueva para instalar un nuevo sistema de iluminación y cumplir con los requisitos de la FIFA y la Conmebol para partidos internacionales. El nuevo sistema lumínico del estadio consta de 280 luminarias TLC-led-450 de 45 000 lm cada una fabricada por Musco Lighting, repartidas uniformemente en 4 postes de entre 43 y 53 m de altura y proporciona una iluminación de 1700 lx con la posibilidad de ampliarla a 2500 lx. A inicios de marzo de 2023, pasó satisfactoriamente la inspección de calidad de Conmebol recibiendo una puntuación de 4.79/5, con lo que el estadio quedó habilitado para acoger partidos internacionales oficiales. La remozada iluminación del Alejandro Villanueva fue inaugurada oficialmente el 11 de marzo de 2023, en el partido entre Alianza Lima y Cusco FC.
En julio de 2023, se convirtió en el primer estadio peruano en contar con una red wifi de alta velocidad propia, la que, según afirmó el gerente de marketing del club, Diego Montoya, permite a los hinchas interactuar con el club en tiempo real, así como trabajar con big data para conocer mejor al hincha, obtener información sobre su origen, sus puntos de concentración, el momento de su llegada al estadio y sus preferencias de consumo.
El 8 de noviembre de 2023, el enfrentamiento entre Alianza Lima y Universitario de Deportes determinaría al campeón de la Liga 1. El árbitro Edwin Ordóñez dirigió el partido en el estadio Alejandro Villanueva. Previamente, se acordaron medidas de seguridad entre la Policía Nacional del Perú, la Federación Peruana de Fútbol y otras entidades. Luego de la victoria 2-0 de Universitario, tras el pitazo final, las luces del estadio se apagaron, impidiendo la ceremonia de premiación. Aunque los jugadores cremas celebraron con una bengala lanzada por un hincha aliancista. Días después, José Sabogal, Administrador de Alianza Lima, admitió ordenar apagar luces tras derrota por seguridad, asumiendo la responsabilidad por las consecuencias. La Comisión de Justicia de la FPF sancionó a Alianza Lima, prohibiéndole jugar como local en su estadio durante siete meses en competiciones organizadas por ellos, debido a incidentes previos y al apagón provocado al final del encuentro.

## Infraestructura
La infraestructura principal del estadio consta del campo principal, tres pantallas led P10 de 25 m² cada una y un cerco perimétrico led que es utilizado para mostrar la publicidad durante los partidos. Asimismo, el estadio tiene un sistema de iluminación de 1700 luxes, superando los requerimientos Conmebol y FIFA para partidos internacionales.
De la misma forma, dentro del terreno del estadio se encuentra el complejo de las divisiones menores del club que incluye la cancha auxiliar Teófilo Cubillas que se encuentra atrás de la tribuna norte, y la Villa Íntima, que es el lugar donde se concentra el primer equipo.
El recinto del club cuenta, además, con:
- Oficinas administrativas.
- Bienestar social.
- Psicología.
- Vestuarios.
- Gimnasio.
- Sala de prensa.
- Cabinas de radio y televisión.
- Palco de prensa.
- Palco azul de dirigentes.
- Palco morado de Socios.
- Sala de trofeos.
- Departamento médico.
- Playa de estacionamiento.
- Museo.

## Partidos

### Clásicos del fútbol peruano
En el estadio Alejandro Villanueva, se han disputado un total de 93 superclásicos entre las divisiones de equipo de reservas masculino, primer equipo femenino y primer equipo masculino. De estos enfrentamientos, Alianza Lima ha logrado 39 victorias, mientras que Universitario ha obtenido 30 triunfos y se han registrado 24 empates.

#### Primer equipo masculino
Nota: Se listan los últimos 10 partidos diputados.
| Campeonato Descentralizado 2016; 17 de setiembre de 2016                                                            | Alianza Lima | 1:1 (1:0) | Universitario |                        |                        |
| | Trujillo 44' | Reporte   | Pino 60'      | Árbitro(s): Diego Haro | Árbitro(s): Diego Haro |
| Se le dio el partido por ganado a Alianza Lima por 3:0 debido a la mala inscripción de un jugador de Universitario. |              |           |               |                        |                        |

| Campeonato Descentralizado 2017; 12 de febrero de 2017 | Alianza Lima             | 2:0 (0:0) | Universitario |                        |                        |
|                                                        | Pacheco 61' · Aguiar 80' | Reporte   |               | Árbitro(s): Luis Garay | Árbitro(s): Luis Garay |

| Campeonato Descentralizado 2017; 9 de setiembre de 2017 | Alianza Lima | 1:0 (0:0) | Universitario |                          |                          |
|                                                         | Ascues 61'   | Reporte   |               | Árbitro(s): Joel Alarcón | Árbitro(s): Joel Alarcón |

| Torneo de Verano 2018; 11 de abril de 2018 | Alianza Lima     | 2:0 (0:0) | Universitario |                        |                        |
|                                            | Hohberg 63', 71' | Reporte   |               | Árbitro(s): Diego Haro | Árbitro(s): Diego Haro |

| Campeonato Descentralizado 2018; 3 de noviembre de 2018 | Alianza Lima            | 2:1 (0:1) | Universitario |                               |                               |
|                                                         | Godoy 51' · Affonso 85' | Reporte   | Quintero 1'   | Árbitro(s): Miguel Santiváñez | Árbitro(s): Miguel Santiváñez |

| Liga 1 2019; 15 de abril de 2019 | Alianza Lima               | 2:3 (0:1) | Universitario                            |                        |                        |
|                                  | Rodríguez 71' (p), 86' (p) | Reporte   | Morales 39' · Lavandeira 55' · Quina 81' | Árbitro(s): Diego Haro | Árbitro(s): Diego Haro |

| Liga 1 2022; 4 de setiembre de 2022 | Alianza Lima | 0:2 (0:0) | Universitario              |                              |                              |
|                                     |              | Reporte   | Rugel 54' · Succar 80' (p) | Árbitro(s): Augusto Menéndez | Árbitro(s): Augusto Menéndez |

| Liga 1 2023; 22 de julio de 2023 | Alianza Lima | 0:0     | Universitario |                                               |                                               |
|                                  |              | Reporte |               | Árbitro(s): Bruno Pérez VAR: Michael Espinoza | Árbitro(s): Bruno Pérez VAR: Michael Espinoza |

| Liga 1 2023; 8 de noviembre de 2023 | Alianza Lima | 0:2 (0:1) | Universitario              |                                             |                                             |
|                                     |              | Reporte   | Flores 3' · Calcaterra 82' | Árbitro(s): Edwin Ordóñez VAR: Joel Alarcón | Árbitro(s): Edwin Ordóñez VAR: Joel Alarcón |

| Liga 1 2025; 5 de abril de 2025 | Alianza Lima  | 1:1 (1:0) | Universitario |                                            |                                            |
|                                 | Quevedo 45+2' | Reporte   | Rivera 90+4'  | Árbitro(s): Daniel Ureta VAR: Robin Segura | Árbitro(s): Daniel Ureta VAR: Robin Segura |

#### Equipo de reserva masculino
| Torneo de Promoción y Reserva de 2010; 3 de abril de 2010 | Alianza Lima | 2:1 | Universitario |  |  |

| Torneo de Promoción y Reserva de 2011; 16 de abril de 2011 | Alianza Lima | 1:0 | Universitario |  |  |

| Torneo de Promoción y Reserva de 2012; 15 de abril de 2012 | Alianza Lima | 2:0 | Universitario |  |  |

| Torneo de Promoción y Reserva de 2015; 24 de mayo de 2015 | Alianza Lima | 0:1 | Universitario |  |  |

| Torneo de Promoción y Reserva de 2016; 1 de abril de 2016 | Alianza Lima | 1:0 | Universitario |  |  |

| Torneo de Promoción y Reserva de 2017; 12 de febrero de 2017 | Alianza Lima | 0:1 | Universitario |  |  |

| Torneo de Promoción y Reserva de 2017; 9 de septiembre de 2017 | Alianza Lima | 0:1 | Universitario |  |  |

| Torneo de Promoción y Reserva de 2018; 11 de abril de 2018 | Alianza Lima | 3:2 | Universitario |  |  |

| Torneo de Reservas 2024; 12 de octubre de 2024 | Alianza Lima | 1:2 | Universitario |  |  |

#### Primer equipo femenino
| Liga Femenina FPF 2022; 11 de septiembre de 2022, 15:30 | Alianza Lima                  | 2:1 (0:0) | Universitario |                              |                              |
|                                                         | Arévalo 83' · Lúcar 90+4' (p) | Reporte   | Martínez 63'  | Árbitro(s): Priscila Vásquez | Árbitro(s): Priscila Vásquez |
| Fecha 5 del hexagonal final                             |                               |           |               |                              |                              |

| Liga Femenina FPF 2023; 30 de julio de 2023, 15:30 | Alianza Lima                              | 4:1 (2:1) | Universitario  |                                                            |                                                            |
|                                                    | Lúcar 7', 44' · Ibarguen 73' · Porras 85' | Reporte   | Campoverde 18' | Asistencia: 21 141 espectadores Árbitro(s): Alexander Blas | Asistencia: 21 141 espectadores Árbitro(s): Alexander Blas |
| Fecha 4 del hexagonal final                        |                                           |           |                |                                                            |                                                            |

| Liga Femenina FPF 2023; 27 de agosto de 2023, 18:00 | Alianza Lima | 1:0 (1:0) | Universitario |                            |                            |
|                                                     | Padilla 25'  | Reporte   |               | Árbitro(s): Jordi Espinoza | Árbitro(s): Jordi Espinoza |
| Partido de ida de la final 2023                     |              |           |               |                            |                            |

| Liga Femenina FPF 2024; 7 de julio de 2024, 15:15 | Alianza Lima | 0:1 (0:0) | Universitario |                             |                             |
|                                                   |              | Reporte   | Gherson 58'   | Árbitro(s): Jesús Cartagena | Árbitro(s): Jesús Cartagena |
| Fecha 1 del hexagonal final                       |              |           |               |                             |                             |

| Liga Femenina FPF 2024; 30 de julio de 2024, 14:30 | Alianza Lima                                    | 3:1 (1:0) | Universitario |                           |                           |
|                                                    | Assunção 21' (t.l.) · Reyes 72' · Castañeda 82' | Reporte   | González 57'  | Árbitro(s): Edwin Ordóñez | Árbitro(s): Edwin Ordóñez |
| Partido de vuelta de la final 2024                 |                                                 |           |               |                           |                           |

| Liga Femenina FPF 2025; 15 de mayo de 2025, 12:00 | Alianza Lima | 0:1 (0:1) | Universitario |                                                           |                                                           |
|                                                   |              | Reporte   | Páez 44'      | Asistencia: 21 141 espectadores Árbitro(s): Junior Rivera | Asistencia: 21 141 espectadores Árbitro(s): Junior Rivera |
| Fecha 8 del Torneo Apertura                       |              |           |               |                                                           |                                                           |

| Liga Femenina FPF 2025; 18 de junio de 2025, 20:00 | Alianza Lima | 0:0 (0:0) | Universitario |                          |                          |
|                                                    |              | Reporte   |               | Árbitro(s): Johanna Vega | Árbitro(s): Johanna Vega |
| Partido de ida de la final Torneo Apertura         |              |           |               |                          |                          |

### Finales

#### Nacionales
| Campeonato Descentralizado 1989; 8 de febrero de 1990, 19:00 | Unión Huaral | 1:0 (0:0) | Sporting Cristal |                                                          |                                                          |
|                                                              | Aguirre 113' | Reporte   |                  | Asistencia: 15 000 espectadores Árbitro(s): José Ramírez | Asistencia: 15 000 espectadores Árbitro(s): José Ramírez |
| Partido único                                                |              |           |                  |                                                          |                                                          |

| Campeonato Descentralizado 1999; 20 de diciembre de 1999, 15:00 | Alianza Lima | 1:0 (1:0) | Universitario |                                                            |                                                            |
|                                                                 | Mafla 45'    | Reporte   |               | Asistencia: 23 203 espectadores Árbitro(s): Víctor Mayorga | Asistencia: 23 203 espectadores Árbitro(s): Víctor Mayorga |
| Partido de vuelta                                               |              |           |               |                                                            |                                                            |

| Copa Perú 2001; 19 de diciembre del 2001 | U. César Vallejo                    | 3:3 (1:1) (1:3 p.) | Sport Bolito                       |  |  |
|                                          | Ramos 22' · Soto 69' · Saavedra 84' | Reporte            | Zuñiga 2' · Reyna 63' · Mostto 90' |  |  |
| Partido extra                            |                                     |                    |                                    |  |  |

| Campeonato Descentralizado 2001; 22 de diciembre del 2001, 15:30 | Alianza Lima                             | 3:2 (1:2) | Cienciano                   |                                                           |                                                           |
|                                                                  | Sáenz 20' · Flores 57' (ag) · Farfán 90' | Reporte   | Cumapa 29' · Zapata 35' (p) | Asistencia: 35.000 espectadores Árbitro(s): Eduardo Lecca | Asistencia: 35.000 espectadores Árbitro(s): Eduardo Lecca |
| Partido de ida                                                   |                                          |           |                             |                                                           |                                                           |

| Segunda División 2001; 29 de diciembre del 2001, 15:00 | Deportivo Wanka | 1:0 (0:0) | Alcides Vigo |                         |                         |
|                                                        | Ramírez 97'     |           |              | Árbitro(s): Ángel Ziani | Árbitro(s): Ángel Ziani |
| Partido único                                          |                 |           |              |                         |                         |

| Campeonato Descentralizado 2006; 27 de diciembre del 2006, 20:00 | Alianza Lima                              | 3:1 (2:0) | Cienciano  |                                                            |                                                            |
|                                                                  | Arakaki 22' · Lugo 36' (ag) · Maestri 51' | Reporte   | Mariño 49' | Asistencia: 35.000 espectadores Árbitro(s): George Buckley | Asistencia: 35.000 espectadores Árbitro(s): George Buckley |
| Partido de vuelta                                                |                                           |           |            |                                                            |                                                            |

| Campeonato Descentralizado 2009; 8 de diciembre de 2009, 16:00 | Alianza Lima | 0:1 (0:1) | Universitario |                                                                |                                                                |
|                                                                |              | Reporte   | Alva 29'      | Asistencia: 32 441 espectadores Árbitro(s): Víctor Hugo Rivera | Asistencia: 32 441 espectadores Árbitro(s): Víctor Hugo Rivera |
| Partido de ida                                                 |              |           |               |                                                                |                                                                |

| Campeonato Descentralizado 2011; 11 de diciembre de 2011, 16:00 | Alianza Lima | 0:1 (0:0) | Juan Aurich |                                                                  |                                                                  |
|                                                                 |              | Reporte   | Zúñiga 63'  | Asistencia: 29.846 espectadores Árbitro(s): Víctor Hugo Carrillo | Asistencia: 29.846 espectadores Árbitro(s): Víctor Hugo Carrillo |
| Partido de vuelta                                               |              |           |             |                                                                  |                                                                  |

| Copa Perú 2015; 20 de diciembre de 2015, 15:00 | Academia Cantolao               | 3:2 (1:0) | Defensor La Bocana      |                                  |                                  |
|                                                | Ceballos 38' 86' · Vernal 90+4' | Reporte   | Yovera 67' · Arroyo 84' | Árbitro(s): Víctor Hugo Carrillo | Árbitro(s): Víctor Hugo Carrillo |
| Partido de vuelta                              |                                 |           |                         |                                  |                                  |

| Segunda División 2016; 11 de diciembre de 2016, 15:00 | Academia Cantolao                  | 2:0 (2:0)        | Sport Áncash     |                                                         |                                                         |                  | | | | | | | |
|                                                       | Collazos 3' · Manzaneda 30' (pen.) | Reporte          |                  | Asistencia: 9 902 espectadores Árbitro(s): Joel Alarcón | Asistencia: 9 902 espectadores Árbitro(s): Joel Alarcón |                  | | | | | | | |
| Partido único\|-                                      | Partido único\|-                   | Partido único\|- | Partido único\|- | Partido único\|-                                        | Partido único\|-                                        | Partido único\|- | Tiempo después de disputado el encuentro, Sport Áncash presentó ante la CJ-ADFP-SD un reclamo referido a las supuestas alineaciones irregulares de Jeferson Collazos y Leandro Martín por parte de Cantolao. La respuesta llegó el 23 de diciembre, dando la razón en parte a los huaracinos. Cantolao apeló la resolución ante la CJ-FPF. Finalmente, el 3 de enero de 2017 la comisión determinó declarar infundados los reclamos de ambos conjuntos y el resultado quedó tal cual. | Tiempo después de disputado el encuentro, Sport Áncash presentó ante la CJ-ADFP-SD un reclamo referido a las supuestas alineaciones irregulares de Jeferson Collazos y Leandro Martín por parte de Cantolao. La respuesta llegó el 23 de diciembre, dando la razón en parte a los huaracinos. Cantolao apeló la resolución ante la CJ-FPF. Finalmente, el 3 de enero de 2017 la comisión determinó declarar infundados los reclamos de ambos conjuntos y el resultado quedó tal cual. | Tiempo después de disputado el encuentro, Sport Áncash presentó ante la CJ-ADFP-SD un reclamo referido a las supuestas alineaciones irregulares de Jeferson Collazos y Leandro Martín por parte de Cantolao. La respuesta llegó el 23 de diciembre, dando la razón en parte a los huaracinos. Cantolao apeló la resolución ante la CJ-FPF. Finalmente, el 3 de enero de 2017 la comisión determinó declarar infundados los reclamos de ambos conjuntos y el resultado quedó tal cual. | Tiempo después de disputado el encuentro, Sport Áncash presentó ante la CJ-ADFP-SD un reclamo referido a las supuestas alineaciones irregulares de Jeferson Collazos y Leandro Martín por parte de Cantolao. La respuesta llegó el 23 de diciembre, dando la razón en parte a los huaracinos. Cantolao apeló la resolución ante la CJ-FPF. Finalmente, el 3 de enero de 2017 la comisión determinó declarar infundados los reclamos de ambos conjuntos y el resultado quedó tal cual. | Tiempo después de disputado el encuentro, Sport Áncash presentó ante la CJ-ADFP-SD un reclamo referido a las supuestas alineaciones irregulares de Jeferson Collazos y Leandro Martín por parte de Cantolao. La respuesta llegó el 23 de diciembre, dando la razón en parte a los huaracinos. Cantolao apeló la resolución ante la CJ-FPF. Finalmente, el 3 de enero de 2017 la comisión determinó declarar infundados los reclamos de ambos conjuntos y el resultado quedó tal cual. | Tiempo después de disputado el encuentro, Sport Áncash presentó ante la CJ-ADFP-SD un reclamo referido a las supuestas alineaciones irregulares de Jeferson Collazos y Leandro Martín por parte de Cantolao. La respuesta llegó el 23 de diciembre, dando la razón en parte a los huaracinos. Cantolao apeló la resolución ante la CJ-FPF. Finalmente, el 3 de enero de 2017 la comisión determinó declarar infundados los reclamos de ambos conjuntos y el resultado quedó tal cual. | Tiempo después de disputado el encuentro, Sport Áncash presentó ante la CJ-ADFP-SD un reclamo referido a las supuestas alineaciones irregulares de Jeferson Collazos y Leandro Martín por parte de Cantolao. La respuesta llegó el 23 de diciembre, dando la razón en parte a los huaracinos. Cantolao apeló la resolución ante la CJ-FPF. Finalmente, el 3 de enero de 2017 la comisión determinó declarar infundados los reclamos de ambos conjuntos y el resultado quedó tal cual. |

| Campeonato Descentralizado 2018; 12 de diciembre del 2018, 20:00 | Alianza Lima    | 1:4 (0:2) | Sporting Cristal                                    |                                                        |                                                        |
|                                                                  | · Adrianzén 83' | Reporte   | López 6' · Revoredo 16' · Costa 85' · Pacheco 90+4' | Asistencia: 30 266 espectadores Árbitro(s): Diego Haro | Asistencia: 30 266 espectadores Árbitro(s): Diego Haro |
| Partido de ida                                                   |                 |           |                                                     |                                                        |                                                        |

| Liga 1 2019; 15 de diciembre del 2019, 15:30 | Alianza Lima                     | 2:0 (1:0) | Deportivo Binacional |                                                 |                                                 |
|                                              | Ramírez 34' · Fajardo 77' (a.g.) | Reporte   |                      | Árbitro(s): Patricio Loustau VAR: Nicolás Gallo | Árbitro(s): Patricio Loustau VAR: Nicolás Gallo |
| Partido de vuelta                            |                                  |           |                      |                                                 |                                                 |

| Copa Bicentenario 2021; 27 de julio del 2021, 21:00 | Sporting Cristal | 2:1 (0:0)        | Carlos A. Mannucci   |                           |                           |                  | | | | | | | |
|                                                     | Liza 58', 68'    | Reporte          | Rodríguez 66' (pen.) | Árbitro(s): Edwin Ordóñez | Árbitro(s): Edwin Ordóñez |                  | | | | | | | |
| Partido único\|-                                    | Partido único\|- | Partido único\|- | Partido único\|-     | Partido único\|-          | Partido único\|-          | Partido único\|- | El partido estaba programado para las 19:00 (UTC-5) pero debido a problemas de iluminación, se aplazó hasta las 21:00 (UTC-5). | El partido estaba programado para las 19:00 (UTC-5) pero debido a problemas de iluminación, se aplazó hasta las 21:00 (UTC-5). | El partido estaba programado para las 19:00 (UTC-5) pero debido a problemas de iluminación, se aplazó hasta las 21:00 (UTC-5). | El partido estaba programado para las 19:00 (UTC-5) pero debido a problemas de iluminación, se aplazó hasta las 21:00 (UTC-5). | El partido estaba programado para las 19:00 (UTC-5) pero debido a problemas de iluminación, se aplazó hasta las 21:00 (UTC-5). | El partido estaba programado para las 19:00 (UTC-5) pero debido a problemas de iluminación, se aplazó hasta las 21:00 (UTC-5). | El partido estaba programado para las 19:00 (UTC-5) pero debido a problemas de iluminación, se aplazó hasta las 21:00 (UTC-5). |

| Liga Femenina FPF 2022; 6 de octubre de 2022, 19:00 | Alianza Lima                          | 3:0 (1:0) | Carlos Mannucci |                           |                           |
|                                                     | Dorador 31' · Padilla 50' · Lúcar 90' | Reporte   |                 | Árbitro(s): Edwin Ordóñez | Árbitro(s): Edwin Ordóñez |
| Partido de vuelta                                   |                                       |           |                 |                           |                           |

| Liga 1 2022; 12 de noviembre de 2022, 20:00 | Alianza Lima                   | 2:0 (1:0) | FBC Melgar |                         |                         |
|                                             | Vílchez 45+1' · Lavandeira 74' | Reporte   |            | Árbitro(s): Bruno Pérez | Árbitro(s): Bruno Pérez |
| Partido de vuelta                           |                                |           |            |                         |                         |

| Liga Femenina FPF 2023; 27 de agosto de 2023, 18:00 | Alianza Lima | 1:0 (1:0) | Universitario |                            |                            |
|                                                     | Padilla 25'  | Reporte   |               | Árbitro(s): Jordi Espinoza | Árbitro(s): Jordi Espinoza |
| Partido de ida                                      |              |           |               |                            |                            |

| Liga 1 2023; 8 de noviembre de 2023 | Alianza Lima | 0:2 (0:1) | Universitario              |                                                                             |                                                                             |
|                                     |              | Reporte   | Flores 3' · Calcaterra 82' | Asistencia: 30 000 espectadores Árbitro(s): Edwin Ordóñez VAR: Joel Alarcón | Asistencia: 30 000 espectadores Árbitro(s): Edwin Ordóñez VAR: Joel Alarcón |
| Partido de vuelta                   |              |           |                            |                                                                             |                                                                             |

| Liga Femenina FPF 2024; 30 de julio de 2024, 14:30 | Alianza Lima                                    | 3:1 (1:0) | Universitario |                           |                           |
|                                                    | Assunção 21' (t.l.) · Reyes 72' · Castañeda 82' | Reporte   | 57' González  | Árbitro(s): Edwin Ordóñez | Árbitro(s): Edwin Ordóñez |
| Partido de vuelta                                  |                                                 |           |               |                           |                           |

| T. Apertura - Liga Femenina FPF 2025; 18 de junio de 2025, 20:00 | Alianza Lima | 0:0 (0:0) | Universitario |                          |                          |
|                                                                  |              | Reporte   |               | Árbitro(s): Johanna Vega | Árbitro(s): Johanna Vega |
| Partido de ida de la final Torneo Apertura                       |              |           |               |                          |                          |

#### Internacionales
| Copa Libertadores Sub-20 2012; 1 de julio de 2012, 18:00 | Defensor Sporting | 0:1 (0:0) | River Plate |                            |                            |
|                                                          |                   | Reporte   | Solari 50'  | Árbitro(s): Henry Gambetta | Árbitro(s): Henry Gambetta |
| Partido único                                            |                   |           |             |                            |                            |

### Selección de fútbol del Perú
La Selección de fútbol del Perú ha jugado diecisiete veces en el Alejandro Villanueva en competiciones por la Copa América de 1975, las eliminatorias para la Copa Mundial de Fútbol de 2010 y diferentes amistosos. La estadística señala once partidos ganados, uno empatado y cinco perdidos. El primer partido disputado por la selección en este estadio aconteció el 1 de julio de 1975, donde en un amistoso derrotó a la selección ecuatoriana por el marcador de 2:0.Asimismo, el 7 de agosto de 1975 se jugó el primer partido oficial de la selección peruana ante Bolivia, por la Copa América 1975, con victoria local por 3:1, donde al final del torneo el conjunto blanquirrojo se coronaría campeón sudamericano.
| Partido amistoso; 1 de julio de 1975 | Perú                   | 2:0 (1:0) | Ecuador |  |  |
|                                      | Oblitas 14' · Díaz 76' | Reporte   |         |  |  |

| Partido amistoso; 10 de julio de 1975 | Perú             | 2:0 (2:0) | Paraguay |  |  |
|                                       | Ramírez 14', 26' | Reporte   |          |  |  |

| Copa América 1975; 7 de agosto de 1975 | Perú                                 | 3:1 (2:0) | Bolivia          |                                                                  |                                                                  |
|                                        | Ramírez 7' · Cueto 26' · Oblitas 52' |           | Messa 58' (pen.) | Asistencia: 30 000 espectadores Árbitro(s): Romualdo Arppi Filho | Asistencia: 30 000 espectadores Árbitro(s): Romualdo Arppi Filho |

| Copa América 1975; 20 de agosto de 1975 | Perú                                  | 3:1 (3:0) | Chile       |                                                                  |                                                                  |
|                                         | Rojas 3' · Oblitas 32' · Cubillas 39' |           | Reinoso 76' | Asistencia: 30 000 espectadores Árbitro(s): Juan José Fortunatto | Asistencia: 30 000 espectadores Árbitro(s): Juan José Fortunatto |

| Copa América 1975; 4 de noviembre de 1975 | Perú | 0:2 (0:1) | Brasil                           |                                                               |                                                               |
| |      |           | Meléndez 10' (a.g.) · Campos 61' | Asistencia: 33 000 espectadores Árbitro(s): Arturo Ithurralde | Asistencia: 33 000 espectadores Árbitro(s): Arturo Ithurralde |
| Perú clasificó a la final tras un sorteo, luego de que ambas selecciones terminaran igualadas en puntos y en diferencia de goles. Primera vez que se utilizó un sorteo en la Copa América. |      |           |                                  |                                                               |                                                               |

| Partido amistoso; 12 de noviembre de 1980 | Perú      | 1:1 (1:1) | Uruguay       |                          |                          |
|                                           | Uribe 14' | Reporte   | Krasouski 25' | Árbitro(s): Edison Pérez | Árbitro(s): Edison Pérez |

| Partido amistoso; 4 de febrero de 1981 | Perú      | 1:3 (0:1) | Checoslovaquia             |                         |                         |
|                                        | Uribe 58' | Reporte   | Vízek 21', 62' Jakubec 49' | Árbitro(s): Pedro Reyes | Árbitro(s): Pedro Reyes |

| Partido amistoso; 11 de febrero de 1981 | Perú       | 1:2 (1:1) | Bulgaria                     |                              |                              |
|                                         | Correa 29' | Reporte   | Zehtinski 40' · Tsvetkov 83' | Árbitro(s): Carlos Montalván | Árbitro(s): Carlos Montalván |

| Partido amistoso; 26 de febrero de 1984 | Perú             | 1:3 (0:2) | Honduras                                          |                          |                          |
|                                         | Jorge Hirano 48' | Reporte   | Uculmana 6' (a.g.) · Caballero 30' · Drummond 77' | Árbitro(s): Edison Pérez | Árbitro(s): Edison Pérez |

| Partido amistoso; 23 de junio de 1999 | Perú                                | 3:0 (0:0) | Venezuela |                        |                        |
|                                       | Pizarro 58' · Soto 67' · Solano 77' | Reporte   |           | Árbitro(s): Jose Arana | Árbitro(s): Jose Arana |

| Partido amistoso; 23 de febrero de 2003 | Perú                                              | 5:1 (3:0) | Haití       |                                |                                |
|                                         | Soto 13' (p), 26', 82' · Serrano 19' · Farfán 84' | Reporte   | Menelas 50' | Árbitro(s): Víctor Hugo Rivera | Árbitro(s): Víctor Hugo Rivera |

| Partido amistoso; 11 de febrero de 2009 | Perú | 0:1 (0:1) | Paraguay    |                             |                             |
|                                         |      | Reporte   | Riveros 20' | Árbitro(s): Georges Buckley | Árbitro(s): Georges Buckley |

| Eliminatorias Sudamericanas Sudáfrica 2010; 14 de octubre de 2009 | Perú     | 1:0 (1:0) | Bolivia |                       |                       |
|                                                                   | Fano 54' | Reporte   |         | Árbitro(s): Juan Soto | Árbitro(s): Juan Soto |

| Partido amistoso; 8 de octubre de 2010 | Perú                    | 2:0 (2:0) | Costa Rica |                           |                           |
|                                        | Ramírez 3' · Rengifo 5' | Reporte   |            | Árbitro(s): Eduardo Ponce | Árbitro(s): Eduardo Ponce |

| Partido amistoso; 29 de junio de 2011 | Perú         | 1:0 (0:0) | Senegal |                            |                            |
|                                       | Guerrero 89' | Reporte   |         | Árbitro(s): Leandro Vuaden | Árbitro(s): Leandro Vuaden |

| Partido amistoso; 14 de octubre de 2014, 20:00 | Perú       | 1:0 (1:0) | Guatemala |                        |                        |
|                                                | Ascues 34' | Reporte   |           | Árbitro(s): Diego Lara | Árbitro(s): Diego Lara |

| Partido amistoso; 22 de marzo de 2024, 20:30 | Perú                       | 2:0 (2:0) | Nicaragua |                             |                             |
|                                              | Grimaldo 2' · Lapadula 13' | Reporte   |           | Árbitro(s): Paulo Zanovelli | Árbitro(s): Paulo Zanovelli |

## Otros eventos

### Eventos musicales
El Estadio Alejandro Villanueva también ha sido anfitrión de otros eventos no relacionados con el fútbol. Desde su inauguración en el año 1974, se han realizado diversos conciertos dentro del estadio:
| Artista                     | Evento musical         | Tipo de Evento | Fecha      | Ref.   |
| --------------------------- | ---------------------- | -------------- | ---------- | ------ |
| Sonora Matancera            | -                      | Concierto      | 12-1978    | [ 69 ] |
| Yola Polastri               | Pilas National Matinée | Concierto      | 7-6-1980   | [ 70 ] |
| Willie Colón & Rubén Blades | -                      | Concierto      | 6-12-1980  | [ 71 ] |
| Menudo                      | -                      | Concierto      | 18-12-1983 | [ 72 ] |
| Los Shapis                  | Chicha vs. Salsa       | Concierto      | 1985       | [ 73 ] |
| Aníbal López y la Única     | Chicha vs. Salsa       | Concierto      | 1985       | [ 74 ] |
| Luis Miguel                 | Aries Tour             | Concierto      | 7-11-1993  | [ 75 ] |
| Gilberto Santa Rosa         | -                      | Concierto      | 7-1996     | [ 76 ] |

## Transporte

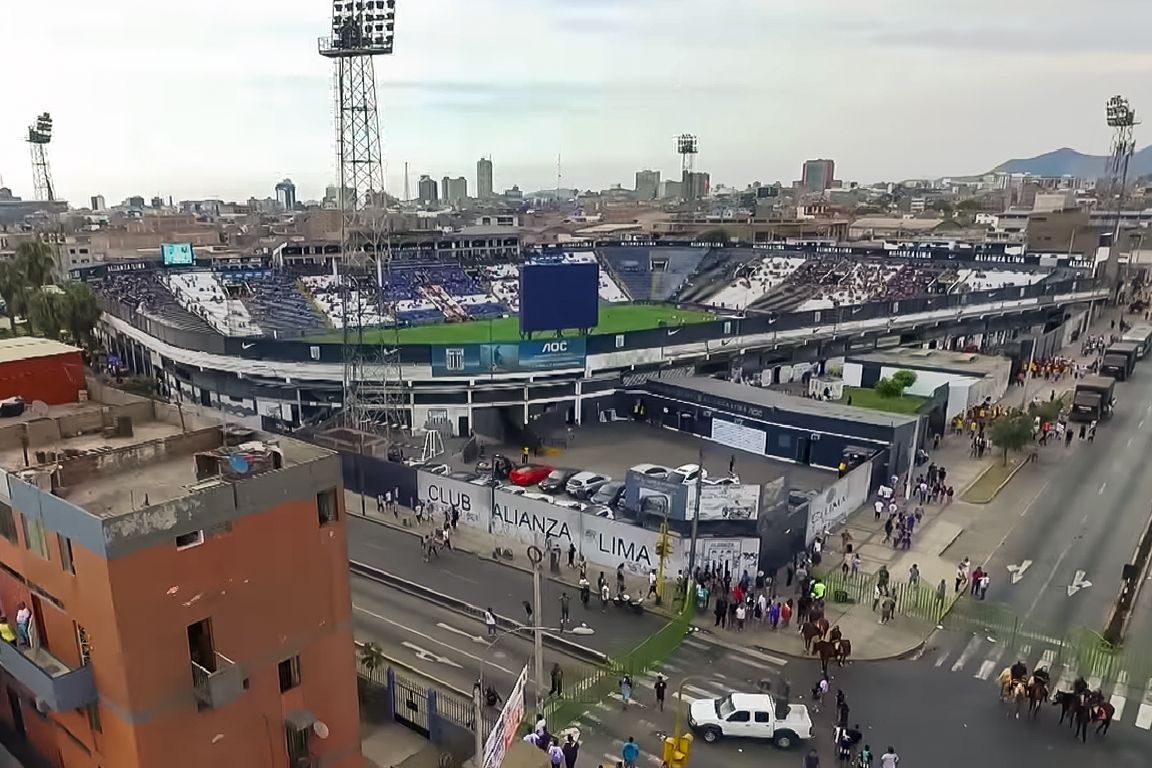
Estadio Alejandro Villanueva en el año 2017.

La Autoridad de Transporte Urbano pone en funcionamiento los servicios especiales «AL Bus» o «Salta Comando Bus» con buses de las rutas 405 y 409 del Corredor Morado y del Metropolitano, los cuales cubren la ruta hacia el estadio.
| Servicio        | Servicio          | Estación               | Distancia al estadio |
| --------------- | ----------------- | ---------------------- | -------------------- |
| Metropolitano   | Regular y Expreso | Estadio Nacional       | 1.1 km               |
| Metropolitano   | Regular y Expreso | México                 | 1.3 km               |
| Corredor Morado | 405 409           | Av. Isabel La Católica | 550 m                |